# Leisure Suit Larry 6: Shape Up or Slip Out!
Leisure Suit Larry 6: Shape Up or Slip Out! är ett peka-och-klicka-äventyr av Sierra On-Line från 1993. Spelet är den femte delen i en serie kallad Leisure Suit Larry.
Larry vinner en resa till ett lyxigt spa med namnet La Costa Lotta. Han får det sämsta rummet och den värsta betjäningen. Hans mål är att träffa och ha sex med åtta kvinnor. Han misslyckas med alla sina försök men under varje misslyckande kommer han över ett objekt som han kan ge till Shamara Payne, en New Age-entusiast.